# Église paroissiale Sainte-Élisabeth de la maison Árpád (Alsóvíziváros)
L'église paroissiale Sainte-Élisabeth d'Alsó-Víziváros (alsó-vízivárosi Szent Erzsébet-plébániatemplom), généralement appelée église des Capucins de Buda (budai kapucinus templom) est une église catholique de Budapest, située dans le quartier de Víziváros, sur Fő utca.